# Lisa Rohde
Pour les articles homonymes, voir Rohde.
Lisa Diane Rohde, née le 12 août 1955 à Wakefield (Nebraska), est une rameuse d'aviron américaine. 

## Carrière
Lisa Rohde est médaillée d'argent de quatre barré aux Jeux olympiques de 1984 à Los Angeles (avec Anne Marden, Joan Lind, Ginny Gilder et Kelly Rickon).